# Lazare Hoche
Lazare Hoche   (Versalles, 24 de juny de 1768 - Wetzlar, 19 de setembre de 1797), de nom complet Louis Lazare Hoche, va ser un general francès de la Revolució Francesa.

## Antic règim
El seu pare va ser cavaller de les quadres reials de l'Antic règim. La pobresa dels seus pares el va obligar des de molt jove a ocupar-se d'ell mateix. No era més que un nen quan va entrar a les quadres reials com a ajudant (als 14 anys). Poc després va quedar orfe, i va ser ajudat per la seva tieta, que exercia de fruitera a Versalles, en la compra dels llibres amb els quals va aprendre per primera vegada. Des de llavors, les seves capacitats intel·lectuals es van començar a desenvolupar, tot i que només de nit, ja que de dia es dedicava al treball a les quadres. Als 16 anys, el 19 d'octubre de 1784, va entrar al cos militar, va ser admès com a fuseller en les Gardes Françaises i no va tardar a destacar entre els altres soldats, pel seu comportament disciplinat, la seva aplicació a la lectura i les seves prodigioses habilitats. El 1789 va ser elevat al grau de sergent. La seva unitat va ser dissolta el 31 d'agost del 1789, i va entrar a la Guarda Nacional de París.

## Soldat de la Revolució
Durant la Revolució, el gener del 1792 es va ajuntar al 104è Regiment d'Infanteria, on va ser ajudant.
Més tard va ser nomenat oficial i posteriorment lloctinent del regiment de Roergue. Participà en la defensa de Thionville amb el 58è Regiment d'Infanteria (com a tinent) després se li va encarregar la intendència de l'exèrcit d'Ardennes. Va aprendre dels consells del general Leveneur, que es va fer el seu mentor. Al setge de Thionville i a la batalla de Neerwinden, va donar proves evidents de la seva capacitat militar i de la seva valentia.
Va ser presentat a París poc temps després, i ell mateix va exposar al Comitè de Salvació Pública un pla d'atac que impressionà a Carnot, que no es va poder estar d'exclamar : "Heus aquí un oficial subaltern d'un gran mèrit". El Comitè sencer es va afegir a Carnot en l'admiració de la saviesa d'un general tan jove, i es va afanyar a nomenar-lo per a un càrrec digne d'ell.

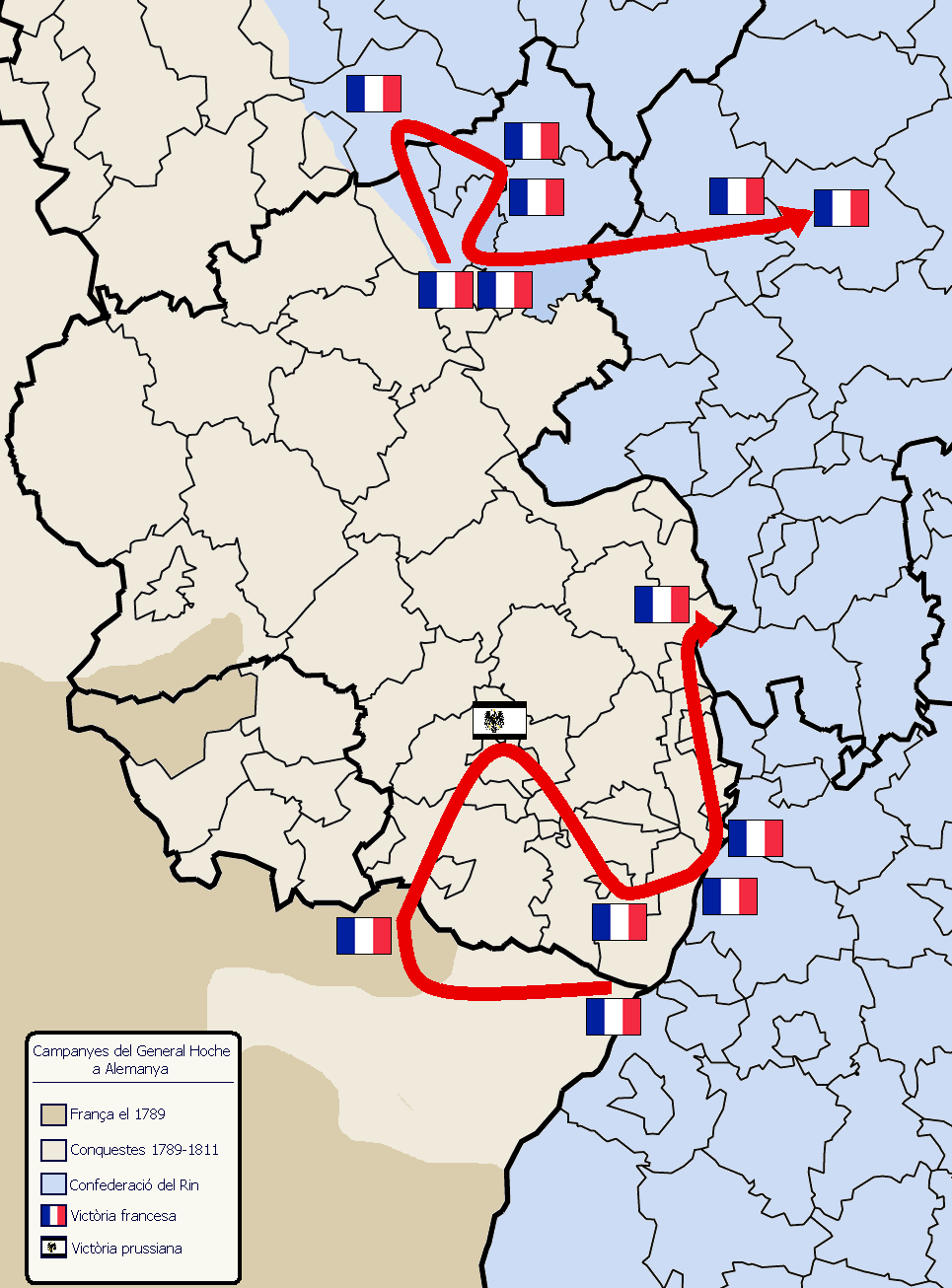
Campanyes de Hoche a Alemanya (superior amb exèrcit de Sambre-et-Meuse i inferior amb el de Mosel·la

## Exèrcit de Mosel·la
Amb el càrrec d'ajudant-general, Hoche va rebre l'ordre de defensar Dunkerque dels anglesos.
El 1793, va organitzar la defensa de la fortalesa de Dunkerque: després d'haver resolt els problemes d'intendència i haver-ho organitzat i preparat tot a la seva manera, va preparar l'estratègia de la campanya. Durant el setge, Hoche realitza diversos atacs que obliguen als anglesos comandats pel Duc de York a abandonar.
Aquest èxit li va fer pujar ràpidament nivells de la jerarquia militar. Va ser nomenat general de brigada, després general de divisió l'octubre de 1793, i finalment general en cap de l'exèrcit de Mosel·la on experimentar la primera derrota en l'atac a Landau ordenat pel Comitè de Salvació Pública.
Després d'haver-se apoderat de Furnes, d'haver guanyat a l'exèrcit de Wurmser a les línies de Wissembourg, haver refusat el setge de Bische, d'haver alliberat Landau després de la batalla de Morlautern i d'haver pres Germersheim, Espira i Worms, el 20 de març de 1794, va ser expulsat de l'exèrcit de Mosel·la del qual n'era el màxim responsable i va ser llançat empresonat a París acusat de traïció, per a ser membre del club dels franciscans (així ho va ordenar un decret signat per Carnot, Collot d'Herbois, Billaud-Varenne, Robespierre i Barère). No va sortir del calabós fins a l'agost, quan el règim de Robespierre va caure.

## Pacificació de la Vendée i la Bretanya

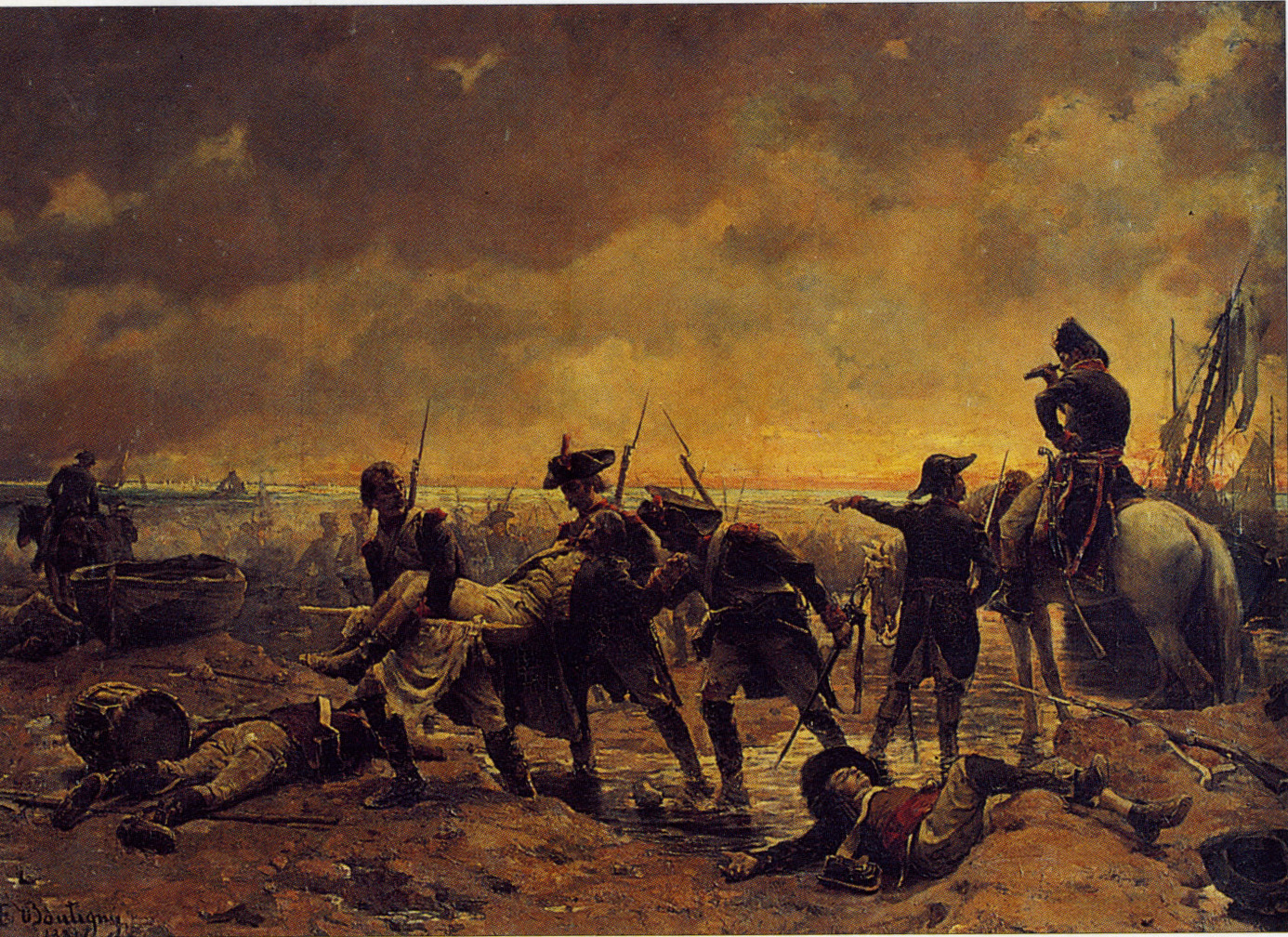
Escena del desembarcament de Quiberon

L'agost de 1794, va ser cridat al capdavant dels exèrcits de Brest i de Cherbourg per apaivagar les revolucions de l'oest de França (la Vendée i Bretanya). Hoche va restablir la disciplina que el caracteritzava, va adoptar una tàctica eficaç contra la Guerrilla dels Chouans, i va signar els acords de pau de La Jaunaye el 15 de febrer de 1795 amb els revolucionaris de la Vendée.
El bàndol Chouan signa, sense estar d'acord, els Acords de Mabilais el 20 d'abril de 1795. Però diversos caps no els signen, de manera que l'acord és trencat al cap d'un mes. Hoche rep notícies d'un desembarcament a Carnac, i hi envia una resposta militar. Aquella batalla acabaria sent el desembarcament d'emigrats de Quiberon. El juliol del 1795 guanya la batalla i desfà finalment la resistència Chouan, va ser llavors quan va obtindre el comandament de totes les tropes de l'Oest.
Preveient una segona ofensiva, Lazare Hoche va disposar les tropes sobre la Sèvre Nantaise per tal d'impedir una agrupació de les forces de la Vendée, i va impedir el desembarcament de l'illa de Yeu arribant-hi abans que els britànics. La seva influència a París el converteix en comandant de la Armée des côtes de l'Océan, que més tard s'anomenaria Grande Armée. Travot, el següent per baix en l'ordre jeràrquic de l'exèrcit, va capturar Charette el 23 de març de 1796. Hoche va acabar llavors amb el desarmament de l'Anjou, i la pacificació va ser oficialment proclamada el 15 de juliol.
El 16 de juliol de 1796, un missatge del Directori anunciava al Consell la pacificació de la Vendée i els representants de la nació van proclamar solemnement, per mitjà d'un decret, que Hoche i el seu exèrcit havien merescut el mèrit de la pàtria. Dos intents d'assassinat van estar a punt de parar la trajectòria de Hoche enmig de la seva etapa més brillant: una vegada es va intentar enverinar-lo, i poc després, va ser assaltat quan sortia del teatre de Rennes per un individu que el va disparar sense la suficient punteria per tocar-lo.

## Desembarcament d'Irlanda

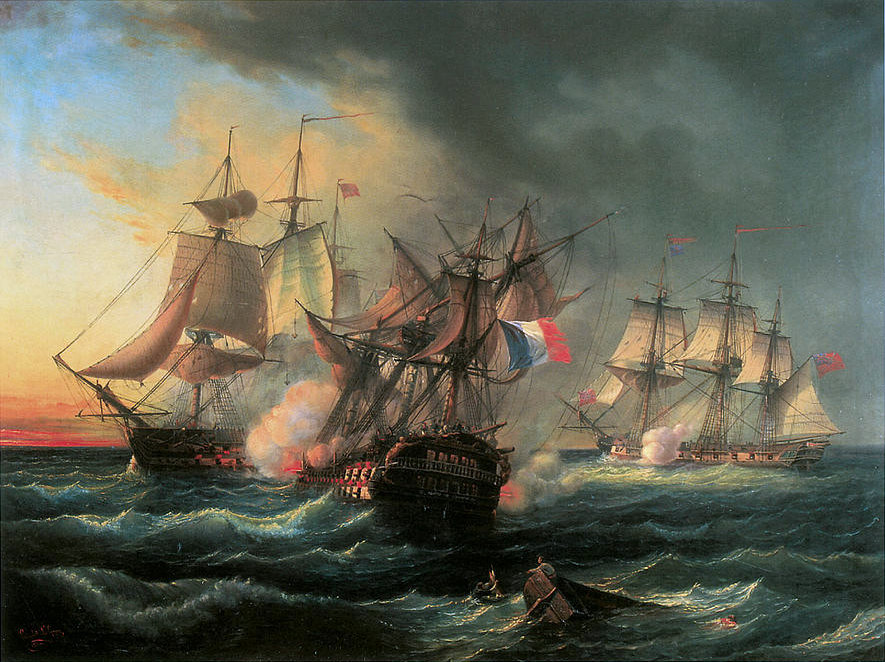
El vaixell Droits de l'Homme atacat per les naus britàniques Amazon i Indefatigable

Tot i les oficialitats dels tractats de pau, el consell de Saint-James, a la Manche intentava mantenir la guerra civil a França. L'"alliberador de l'oest" va concebre llavors l'intrèpid projecte d'un atac a Irlanda, va anar ràpidament a Brest i va embarcar a finals de l'any 1796, acompanyat de 45 naus amb 13.400 homes en total. L'objectiu era crear l'expedició d'Irlanda per ajuntar-se a la resistència irlandesa anomenada United Irish en el per fer la guerra als britànics.
Tot i que fins al moment tot semblava afavorir el projecte, un cop arribats a alta mar, una tempesta va dispersar la flota, i l'armada francesa va haver de tornar al port de Brest, escapant dels atacs dels creuers anglesos de la Royal Navy.

## Exèrcit de Sambre-et-Meuse
Havent tornat, el 23 de febrer de 1797 va ser nomenat general en cap de l'exèrcit de Sambre-et-Meuse, unes tropes de 80.000 homes al capdavant de les quals va començar una campanya el 1797 travessant el Rin per Neuwied sota els canons prussians. Va obtindre cinc victòries successives, Neuwied, Uckerath, Altenkirchen, Dierdorf i Heddesdorf i va entrar a Wetzlar en un setge per sorpresa, ja que l'enemic prussià es creia que encara estava lluny de la ciutat. Mentre capturava Gießen, va ser signada la pau de Leoben entre Napoleó Bonaparte i el príncep Carles Lluís d'Àustria, tractat que va fer aturar l'atac a Gießen enmig dels brillants èxits i de la seva campanya triomfal sobre Alemanya.
Llavors se li va oferir el càrrec de Ministre de la Guerra, càrrec que va acceptar tot i que només el va exercir durant set dies, però va rebre el comandament d'un cos de l'exèrcit situat als voltants de París destinat a descobrir i enfonsar les intencions del partit de Clichy contra el Directori.
Les denúncies contra ell dels seus enemics no van trigar a fer-li perdre el càrrec, que va ser confitat a Augereau. Hoche, ofès, va demanar als jutges que estudiessin la seva conducta correcta, però els jutges no van arribar a complir la seva petició. Indignat, va abandonar París i va tornar a la caserna militar de Wetzlar.

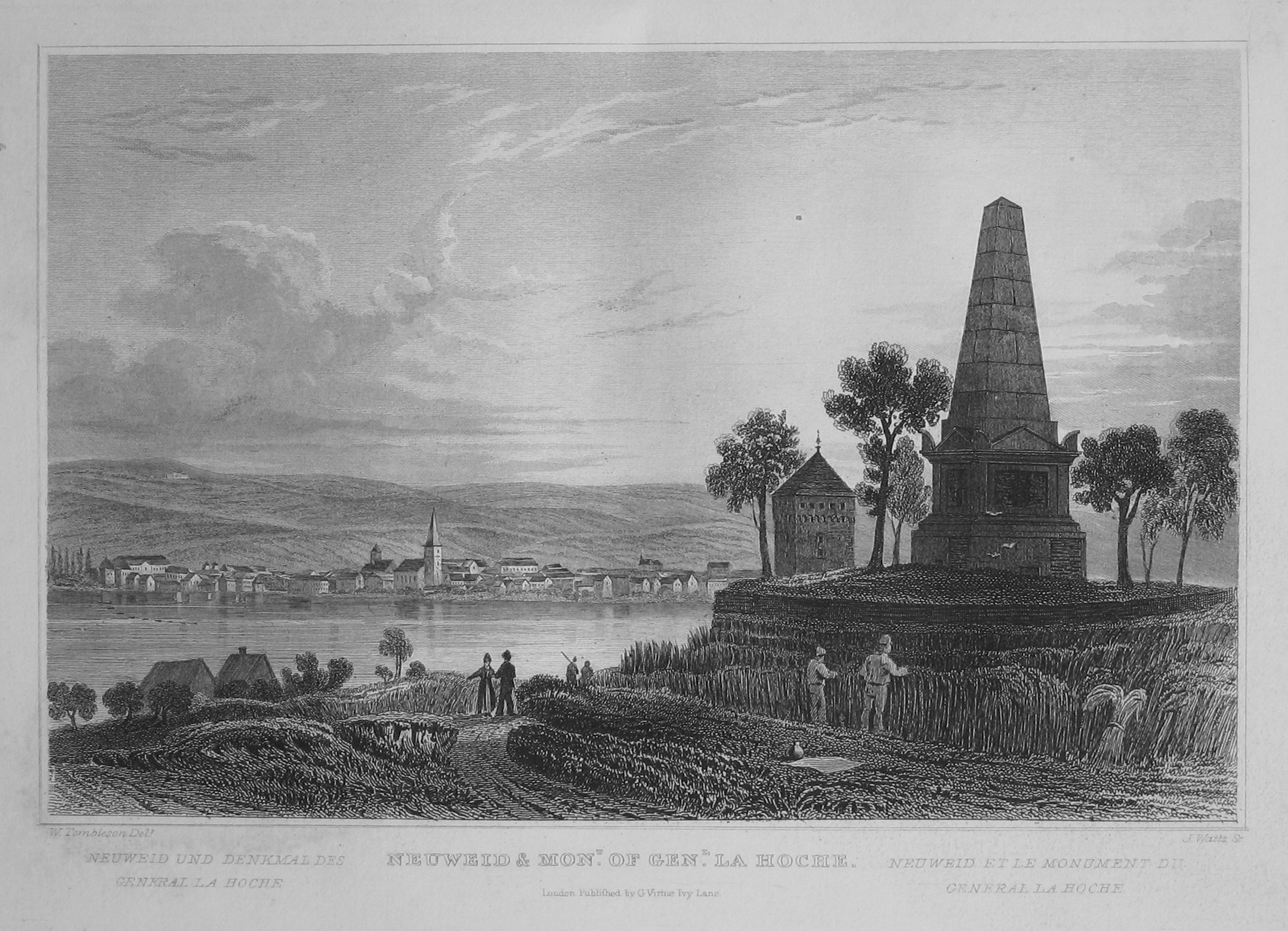
Weißenthurm el 1840

## Mort
El fi de la seva gloriosa carrera militar s'apropava, de sobte va caure malalt durant els primers dies del setembre del 1797, i va morir el 19 d'aquest mes als 29 anys, entre forts dolors i exclamant: "Vaig doncs vestit amb la roba enverinada de Nessos?". L'autòpsia del cadàver, ordenada pel Directori, va revelar una multitud de taques negres als intestins, indicis d'una mort violenta. Es tractava de la Tuberculosi. Uns grans honors funeraris li van ser donats al cadàver de Hoche, tant a l'exèrcit com posteriorment dins la República. L'il·lustre poeta Marie-Joseph Chénier va honrar amb nobles versos la glòria de l'heroi emportat tan jove de la seva pàtria; les marxes fúnebres de la cerimònia havien estat compostes per Luigi Cherubini i Giovanni Paisiello.

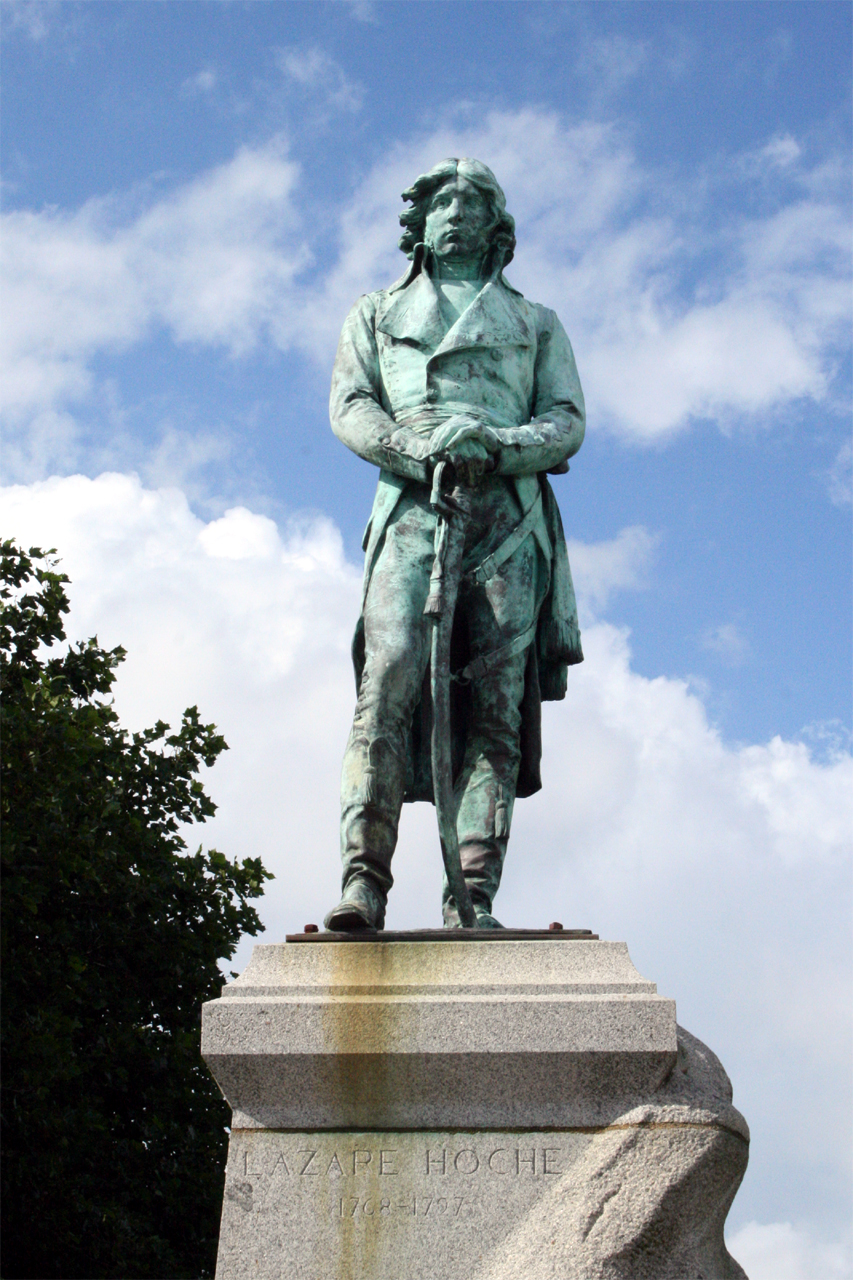
Estàtua de Hoche a Quiberon per Jules Dalou, 1902

Aquest és un fragment de l'elogi fúnebre pronunciat pel president del directori: […] Qui més que jo ha de lamentar la seva pèrdua! Va ser el salvador dels meus. Oh, tu que vas tancar l'horrible nafra de la qual van ser afligits tant de temps el país que m'ha vist néixer i el que em va honorar amb el seu sufragi, geni tutelar, enviat pel cel a les nostres comarques per disminuir-hi el foc de la discòrdia i esgotar-hi la font de les nostres llàgrimes, rep, pel meu òrgan, l'homenatge dels meus compatriotes desolats!..... Coneixen el seu infortuni; i de tot arreu, en els camps malenconiosos de la Vendée i sobre els riallers turons de Maine-et-Loire, el teu nom es pronuncia enmig dels suspirs, i l'eco ho repeteix cridant! [...]
Lazare Hoche va ser enterrat a Weißenthurm, una petita ciutat prop de Coblença, al mont de "Auf dem Frauenberg".

## Homenatges
L'escola Lycée Hoche de Versalles porta el seu nom, així com la plaça Hoche de Versalles i Rennes. El seu nom també està inscrit a l'Arc de Triomf de París.